# Terremoto de Managua de 1968
El terremoto de la Colonia Centroamérica de 1968 fue un sismo de magnitud 4.8 grados en la escala Richter que destruyó ese sector de la ciudad de Managua, capital de Nicaragua, a las 4:05 de la mañana (10:05 horas UTC) del jueves 4 de enero de 1968 con epicentro 7 kilómetros al sureste de la capital en la falla de la Centroamérica. Destruyó ese sector residencial junto con la comarca de San Isidro de la Cruz Verde (al sur de Managua) y dañó 800 casas de esa colonia. No se registraron muertos.

## El terremoto y sus daños
A las 4:5 de la mañana de ese día un sismo sacudió a Managua, afectando sobre todo las casas de la Colonia Centroamérica, despertando a sus 7,000 habitantes saliendo aterrorizados por el temblor a las calles, el cual cortó los servicios públicos de energía eléctrica, agua y teléfonos quedando incomunicada la zona. Por primera vez en casi 37 años, desde el terremoto del 31 de marzo de 1931, un sismo de esa intensidad estremecía a la capital. Aunque en 1938, un enjambre sísmico iniciado el 8 de mayo, mantuvo en vilo a los capitalinos durante varios días.  
El movimiento telúrico partió en dos la carretera a Masaya, en el puente de Santo Domingo, en la intersección con el camino viejo a la comarca de Las Sierritas. También causó daños en la comarca de San Isidro de la Cruz Verde cuya iglesia se desplomó parcialmente por la falla causante del sismo el cual fue medido por los acelerógrafos instalados en el edificio del Banco Central de Nicaragua (BCN), actual Vicepresidencia de la República, ubicado en el centro de la ciudad. El edificio del recién construido Hospital El Retiro -ubicado donde hoy es el supermercado Price Mart- sufrió grietas por lo que colapsó parcialmente casi 5 años después por el terremoto del 23 de diciembre de 1972, de 6.2 grados de magnitud.

## La reconstrucción
El desastre se debió a que las casas de la colonia no tenían vigas intermedias entre las vigas asísmicas y coronas. El estatal Banco de la Vivienda de Nicaragua (Bavinic), que había invertido dinero para hacer esa zona residencial, enfrentó demandas por lo que tuvo que ser reconstruida la zona pues de no ser por este temblor las casas de la Colonia Centroamérica hubieran caído en el terremoto de 1972 y causado muertos. 

## Estudios del sismo
Se hicieron los estudios correspondientes sobre este terremoto y se elaboró en idioma inglés el Informe Brown: Brown R.D. Managua, Nicaragua earthquake of 4 de enero de 1968 (Terremoto de  Managua, Nicaragua del 4 de enero de 1968). Se descubrieron dos fallas sísmicas que atraviesan la capital que son las fallas de Tiscapa -que atraviesa la laguna homónima de noreste a suroeste- y de las Escuelas, llamada así por pasar debajo del Colegio Americano Nicaragüense, que estaba donde hoy es el Hotel Intercontinental Metrocentro y el Centro Comercial Metrocentro, el cual colapsó por completo en el temblor de 1972. Esta falla corre paralela a 1.2 km de distancia al sureste de la anterior; pese a los estudios previos y a los pronósticos al respecto, este sismo solo produjo expectación y curiosidad pasajera y nada se hizo para establecer estaciones sismológicas o bien un programa de investigación geológica en el subsuelo de la amenazada ciudad.